# Algemene verkiezingen in Malawi (1976)
| Stemverhoudingen in % |
| --------------------- |
|                       |

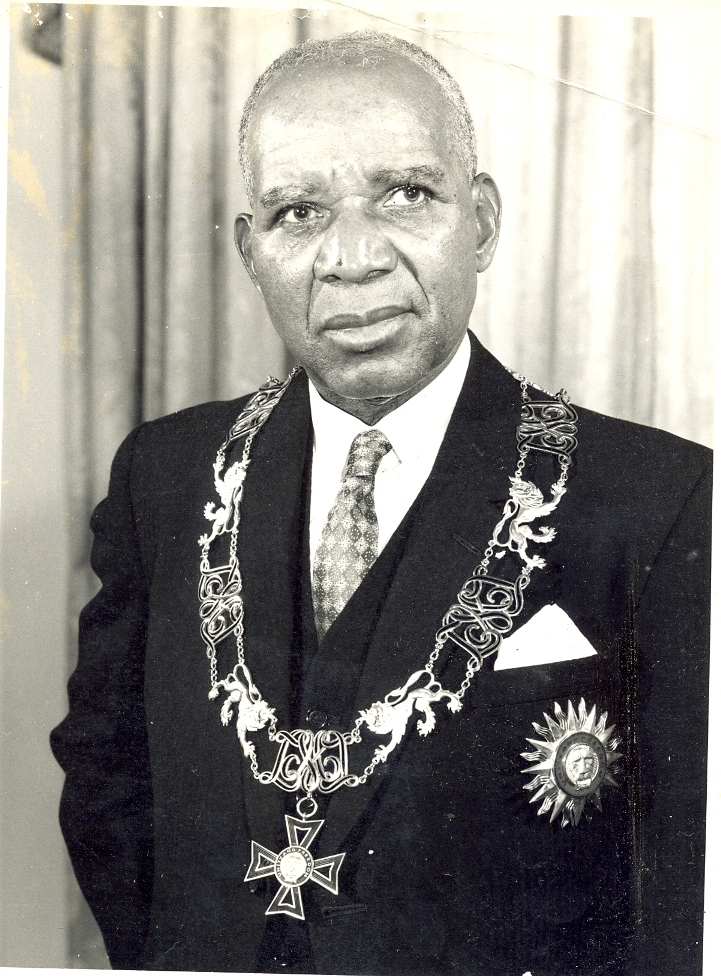
President voor het leven Hastings Banda

De algemene verkiezingen in Malawi van 1976 vonden op 24 mei plaats op basis van een eenpartijstelsel met de Malawi Congress Party (MCP) als enige toegestane partij. Alle 70 kandidaten werden door Banda zelf aangewezen die vervolgens via een districtenstelsel werden gekozen (een kandidaat per district). Daarnaast benoemde de president nog eens 15 leden die verschillende belangen- en etnische groepen vertegenwoordigden. 

## Uitslag

### Nationale Vergadering
| Partij         | Partij                | % | Zetels |
| -------------- | --------------------- | - | ------ |
|                | Malawi Congress Party |   | 70     |
| Benoemde leden | Benoemde leden        |   | 15     |
| Totaal         | Totaal                |   | 85     |
| Bron: IPU      |                       |   |        |